# 噬菌之谜
“噬菌之谜”（Phage）是科幻电视剧《星际旅行：航海家号》的第五集，于1995年2月6日在联合派拉蒙电视网（UPN）首播。

## 情节
在帮助勘探一颗富含二锂矿藏的小行星上一处岩洞网络时，尼利克斯被一名事先未被发现的外星人袭击，并致使休克。在将他直接传送上舰上医务室后，医生发现他的肺被偷走了。在医务室全息发射器的帮助下，医生在他身体中投射了一对全息的肺，暂时保住了他的性命。
航海家号迅速组建了另一支外遣队，去寻找凶手并找回尼利克斯的肺。他们回到了小行星，发现了一台被隐形技术掩饰的外星设备，并发现该设备被用于储藏器官：特别是呼吸器官。在与一名敌对的外星人交手后，他们夺取了外星人用于盗取尼利克斯肺的工具，却发现它是一种非常先进的医疗与外科器具。
外星人驾驶一艘飞船从小行星上逃跑，航海家号紧追不放。最后，航海家号赶上了外星飞船，珍妮薇上校下令将两名外星人诱骗上舰。
通过讯问，了解到该外星人属于一个名叫维仃的种族，他们的几代人都遭受着噬菌疾病的苦难。外星人解释道，该疾病的唯一治疗方法便是替换掉衰退的器官，因此他们便从其他种族盗取器官，以满足自己人的需求（通常是从尸体上，但如果立即需要某个器官，他们会从活着的生物身上盗取）。
船员们还得知，尼利克斯的肺已经被移植给了外星人的一员。珍妮薇出于道德上的考虑，决定放外星人离开，而没有将外星人处死来找回尼利克斯的肺。为了报答她的宽容，外星人向尼利克斯提供了帮助：为他进行了从另一名船员凯丝身上移植一个肺的手术，并消除了排异反应所产生的影响。